# VIII Esposizione internazionale d'arte di Venezia

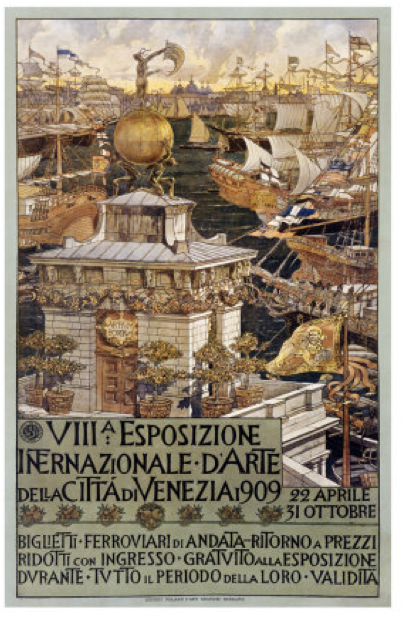
Manifesto di Augusto Sezanne

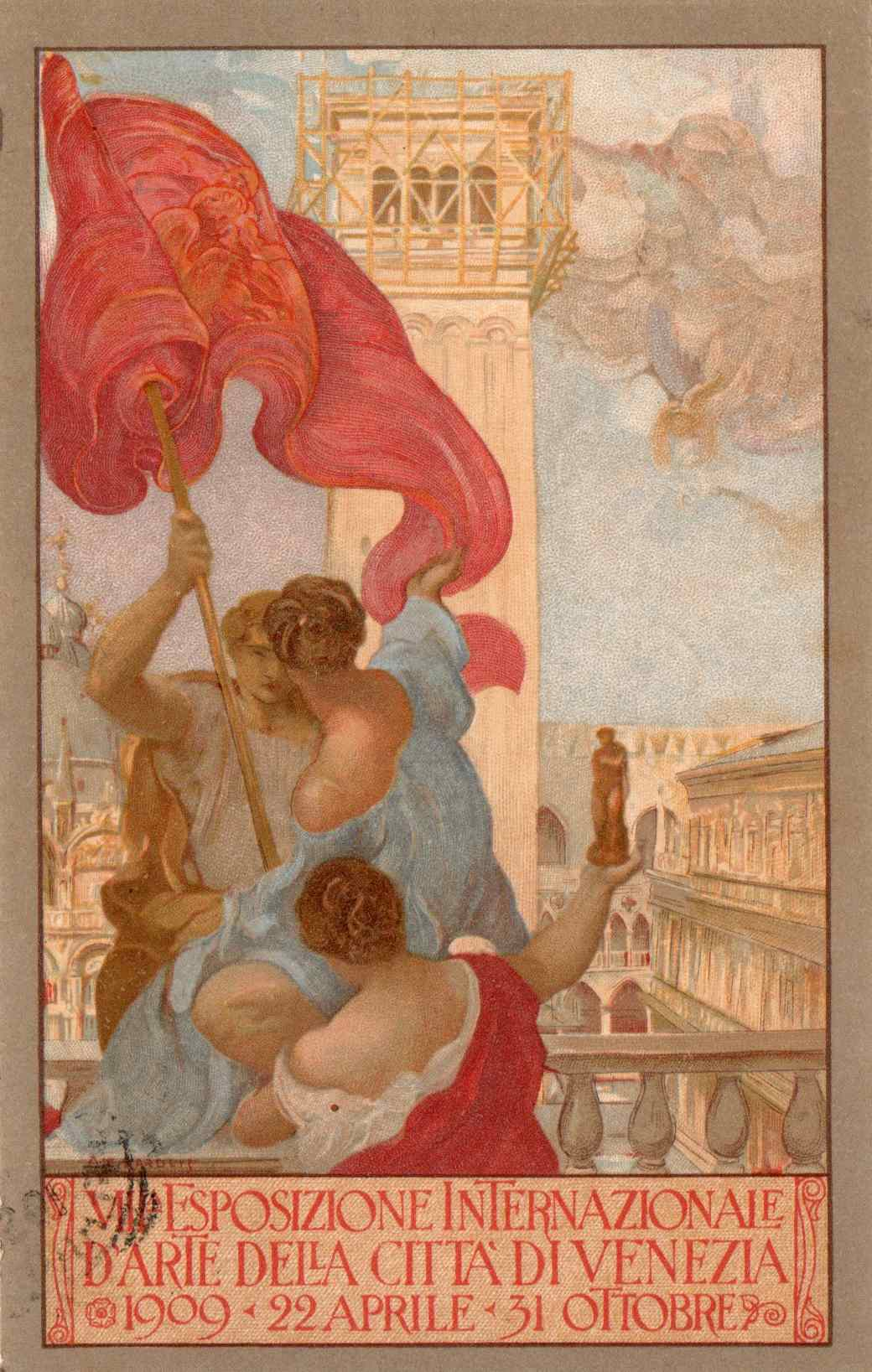
Manifesto di Adolfo De Carolis

L'8ª Esposizione internazionale d'arte di Venezia ebbe luogo nel 1909 dal 22 aprile al 31 ottobre.

## Organizzazione
- Presidente: Filippo Grimani
- Segretario generale: Antonio Fradeletto
- Amministratore capo: Romolo Bazzoni

## Giuria di accettazione
La Giuria di accettazione era composta da:

Filippo Carcano (Presidente), Albert Baertsoen, Leonardo Bistolfi, Cesare Laurenti, Domenico Trentacoste

## Giuria premiante
- Albert Baertsoen
- Filippo Carcano
- Leonardo Bistolfi
- Cesare Laurenti
- Domenico Trentacoste

## Premi speciali
ACQUISTI PER LA GALLERIA INTERNAZIONALE D'ARTE MODERNA:
- Frank Brangwyn (Belgio), Musica (litografia)
- Girolamo Cairati (Italia), Marzo (pastello)
- Filippo Carcano (Italia), Estate in alta montagna (olio)
- William A. Coffin (USA), Acero in fiore (olio)
- Ettore De Maria Bergler (Italia), Verso il Faro (olio)
- Francis Derwent Wood (Gran Bretagna), L'Eco (gesso)
- Giovanni Fattori (Italia), Lo scoppio del cassone (olio)
- George Frampton (Gran Bretagna), La belle Dame sans merci (bronzo dorato)
- Francesco Gioli (Italia), Il cancello del giardino de'Semplici (pastello)
- Lazlo Hegedus (Ungheria), Vicino alla lampada (olio)
- Teodoro Hummel (Germania), Stanza di contadini (olio)
- Richard Kaiser (Germania), Strada di campagna (olio)
- Laszlo Kezdi Kovacs (Ungheria), Partita di bosco (olio)
- Emilio Longoni (Italia), Ore vespertine (olio)
- Emilio Marsili (Italia), Giro di rondini (bronzo)
- Robert McGown Coventry (Scozia), Amsterdam (acquarello)
- Richard Miller (USA), Il bagno (olio)
- Domenico Morelli (Italia), La Regina Giovanna II fa sorprendere Giulio Cesare da Capua in intimo colloquio con lei, da Re Giacomo suo marito (olio)
- Giovanni Nicolini (Italia), Pace! (bronzo)
- Luigi Nono (Italia), Nozze d'oro (olio)
- Alberto Pasini (Italia), Canale di Venezia Effetto d'alba e Bovi bulgari Costantinopoli (2 olii)
- Giuseppe Pellizza da Volpedo (Italia), La statua a Villa Borghese (olio)
- Joseph Pennell (USA), L'America al lavoro (6 acqueforti), La Nuova New York (4 acqueforti)
- Victor Rousseau (Belgio), Dinanzi alla vita (bronzo)
- Ferruccio Scattola (Italia), Sagra di S. Giovanni (olio)
- Charles Shannon (Gran Bretagna), La Signora dalla piuma (olio)
- Franz von Stuck (Germania), Medusa (olio)
- Grosvenor Thomas (Scozia), Il mulino grigio (olio)
- Odon Tull (Ungheria), Solo al mondo (olio)
- Ernst Waterlow (Gran Bretagna), Il ruscello (olio)

## Mostre storiche speciali
Artisti emiliani lombardi toscani e romani, Saletta di Bianco e Nero

## Mostre personali
- Paul Albert Besnard (1849-1934)
- Girolamo Cairati (1860-1948)
- Giannino Castiglioni (1884-1971)
- Guglielmo Ciardi (1842-1917)
- Giovanni Fattori (1825-1908)
- Francesco Gioli (1846-1922)
- Mario de Maria (1852-1924)
- Ettore De Maria Bergler (1850-1938)
- Alberto Pasini (1826-1899)
- Giuseppe Pellizza da Volpedo (1868-1907)
- Telemaco Signorini (1835-1901)
- Cesare Tallone (1853-1919)
- Ettore Tito (1859-1941)
- Paolo Troubetzkoy (1866-1938)
- Francesco Jerace (1854-1937)
- Camillo Innocenti (1871-1961)

## Pubblicazioni
- VIII. Esposizione Internazionale d'Arte della Città di Venezia. Catalogo illustrato, Venezia, Premiato Stabilimento di Carlo Ferrari, 1909.